# Cultivar

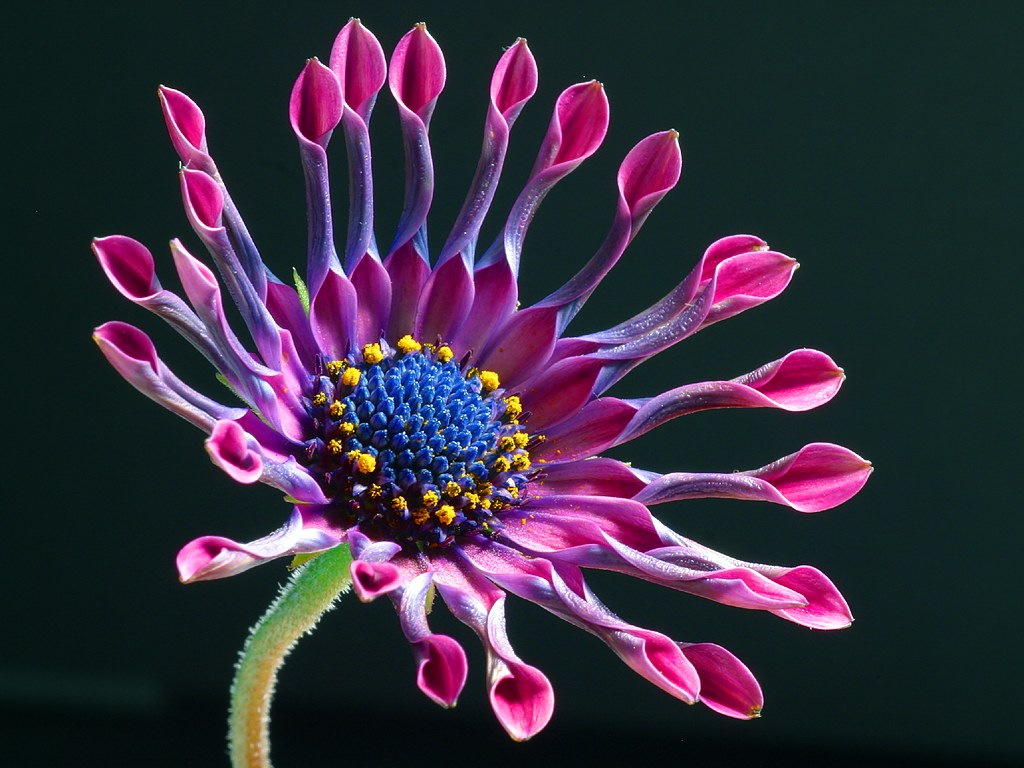
Cultivar Osteospermum 'Pink Whirls'.

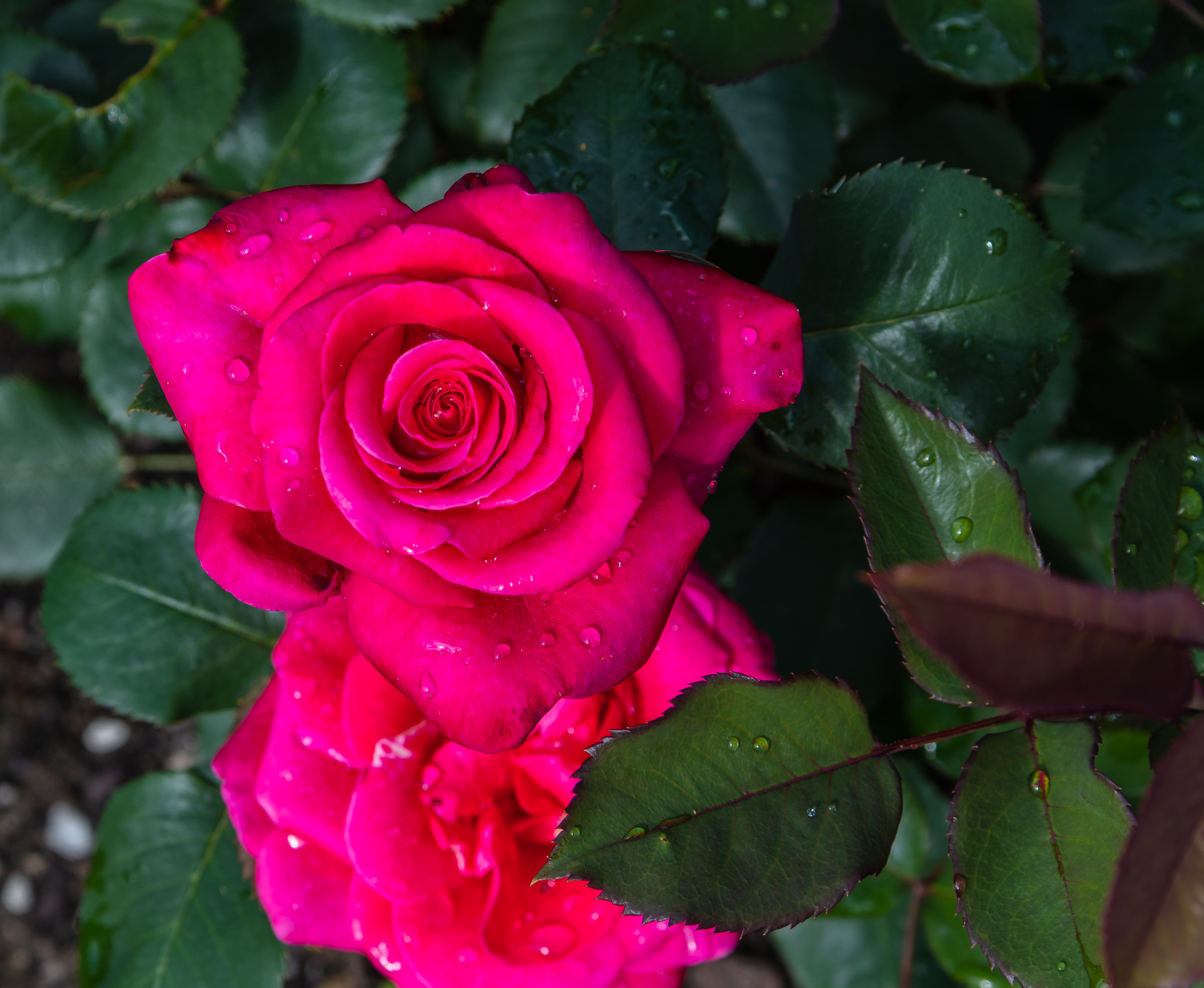
Cultivar de rosa 'Charisma'.

Un cultivar es un grupo de plantas seleccionadas artificialmente por diversos métodos a partir de un cultivo más variable, con el propósito de fijar en ellas caracteres de importancia para el obtentor que se mantengan tras la reproducción. Según define el Código Internacional de Nomenclatura para Plantas Cultivadas, estos caracteres deben cumplir con los requisitos de ser distintivos (que caractericen al cultivar, que lo diferencien de los demás), homogéneos (que se encuentren en todas las plantas del cultivar) y estables (que sean heredables), por el método de propagación indicado. El Código no define a los cultivares por parentesco, sino que solo las plantas propagadas por el método indicado que mantienen los caracteres que los definen están incluidas en ese cultivar. Y viceversa: si se obtiene un grupo de plantas distintivo, homogéneo y estable para ese carácter por el mismo método de propagación, se consideran pertenecientes al mismo cultivar aunque se hayan originado independientemente. También puede nombrarse como cultivar una primera generación híbrida de dos líneas puras (un cultivar F1). Tras obtener un cultivar, para establecerse como tal debe asignársele un nombre en concordancia con las reglas del Código, luego de lo cual se publica su nombre, circunscripción y método de propagación en un medio no efímero y se inscribe en el Registro Internacional de Cultivares correspondiente de los listados en el Código. El nombre es útil para su comercialización y es parte del trámite de registro de marcas, que deben ser diferentes del nombre del cultivar y del registro de patentes para poder reclamar cualquier derecho de venta de semillas en exclusividad. En patentes y ciertas leyes tanto nacionales como internacionales se denomina 'variedad', cuya definición restringida en relación con el Código de Botánica es sinónimo del cultivar tal como se define en el Código de Plantas Cultivadas.
Los cultivares son un subgrupo del grupo más amplio definido por el botánico y horticultor inglés Liberty Hyde Bailey, el cultígeno, que se define como una planta cuyo origen o selección se debe principalmente a la intencionalidad humana.

## Restricciones para aplicar el nombre
A veces la palabra “cultivar” o la palabra “variedad” (Derecho) se emplean para nombrar a los cultivos que poseen un fenotipo en común sin poseer un genotipo semejante, que haya sido obtenido por dos horticultores independientemente. Según el Código, esta agrupación de individuos SÍ debe llamarse con el mismo nombre de cultivar aunque tenga dos orígenes diferentes, si no se pueden distinguir entre sí. Según el Código, "indistinguibles" significa que no se pueden diferenciar según los caracteres distintivos, homogéneos y estables por el método de propagación indicado con los que el cultivar fue registrado (por ejemplo Pittosporum 'Margaret Trunbull', indistinguible del posterior e independiente Pittosporum 'Garnettii'). Al registrar el nombre del cultivar, si algún gen es parte de sus características distintivas, la condición del Código es que el carácter sea "de importancia para el horticultor" es decir que tenga una expresión fenotípica de importancia para el horticultor que diferencie claramente al cultivar de los demás cultivares y plantas cultivadas, expresión que pueda ser registrada como un carácter "distintivo, homogéneo y estable" por el método de propagación indicado del cultivar.
Los nombres de los cultivares son válidos luego de que son registrados en el Registro Internacional de Cultivares, la lista del Registro para cada taxón está dada en el Código Internacional de Nomenclatura para Plantas Cultivadas.

## Nombres de los cultivares
Los cultivares deben nombrarse según reglas escritas en el Código Internacional de Nomenclatura para Plantas Cultivadas (ICNCP, por sus siglas en inglés). 
Los siguientes nombres son equivalentes, se refieren al mismo cultivar y son todos válidos: 
- Citrullus 'Crimson Sweet' (hasta 1996 se permitía Citrullus cv. Crimson Sweet)
- Sandía 'Crimson Sweet' (hasta 1996 se permitía Sandía cv. Crimson Sweet)
- Citrullus lanatus 'Crimson Sweet' (hasta 1996 se permitía Citrullus lanatus cv. Crimson Sweet)

El reemplazo del nombre botánico por el nombre vulgar sólo está permitido si el nombre vulgar es inambiguo. El primer término del nombre de un cultivar siempre es el género botánico al que pertenece el mismo, especificar la especie es opcional.

## Diferentes tipos

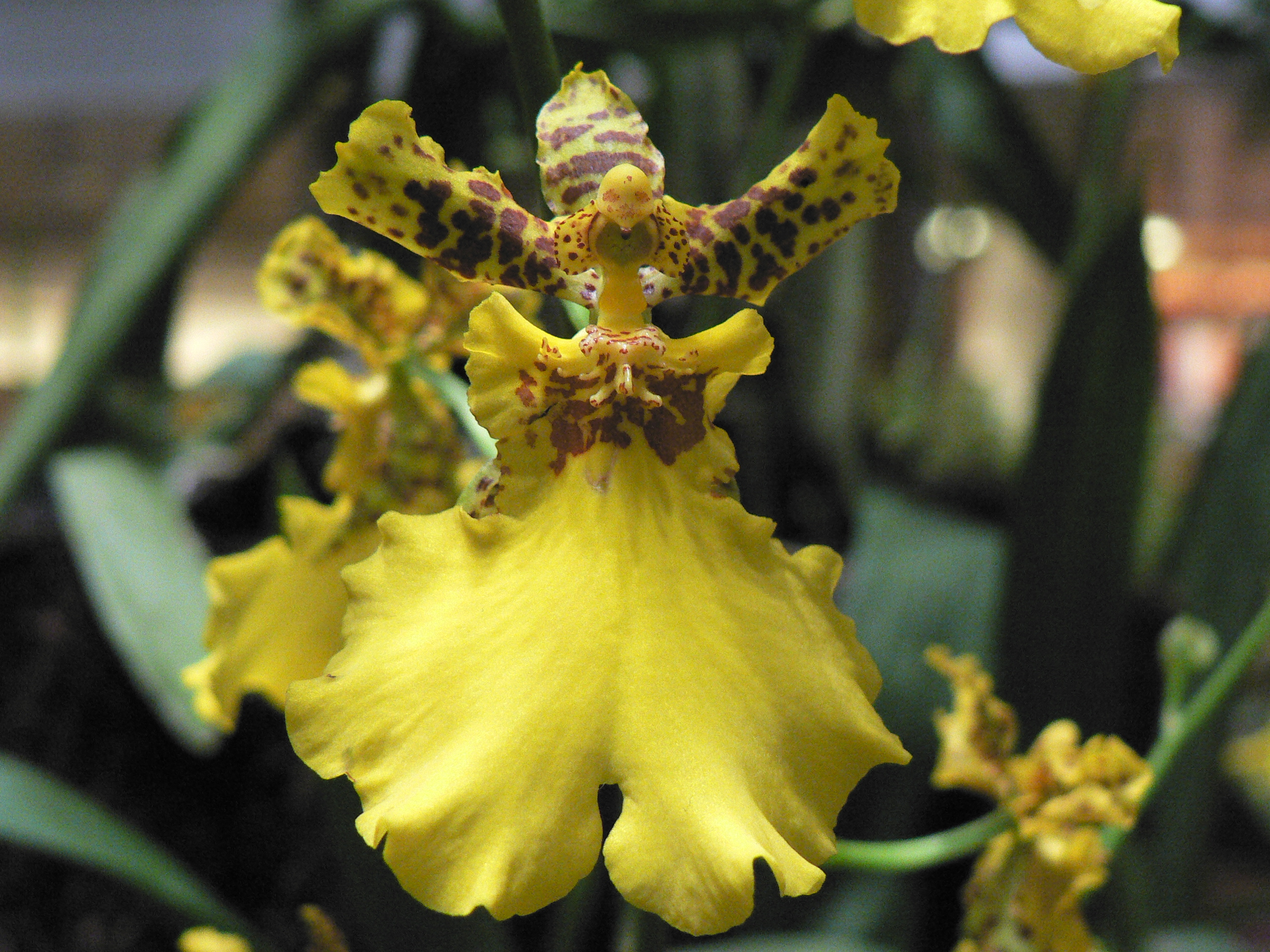
Un cultivar del género orquídea Oncidium

Qué plantas se eligen para ser nombradas como cultivares es simplemente una cuestión de conveniencia, ya que la categoría se creó para satisfacer las necesidades prácticas de horticultura, agricultura y silvicultura.
Los miembros de un cultivo en particular no son necesariamente idénticos genéticamente. El Código de Plantas Cultivadas enfatiza que diferentes plantas cultivadas pueden ser aceptadas como cultivares diferentes, incluso si tienen el mismo genoma, mientras que las plantas cultivadas con genomas diferentes pueden ser consideradas como el mismo cultivar. La producción de cultivares generalmente implica una participación humana considerable, aunque en algunos casos puede ser tan solo seleccionar la variación de las plantas que crecen en la naturaleza (ya sea recolectando tejido en crecimiento para propagar o recolectando semillas).
Los cultivares generalmente ocurren como ornamentales y cultivos alimentarios: Malus 'Granny Smith' y Malus 'Red Delicious' son cultivares de manzanas propagados por esquejes o injertos, Lactuca 'Red Sails' y Lactuca 'Great Lakes' son cultivares de lechuga propagados por semillas. Los cultivares con nombre de plantas Hosta y Hemerocallis son cultivares producidos por micropropagación o división.

### Esquejes

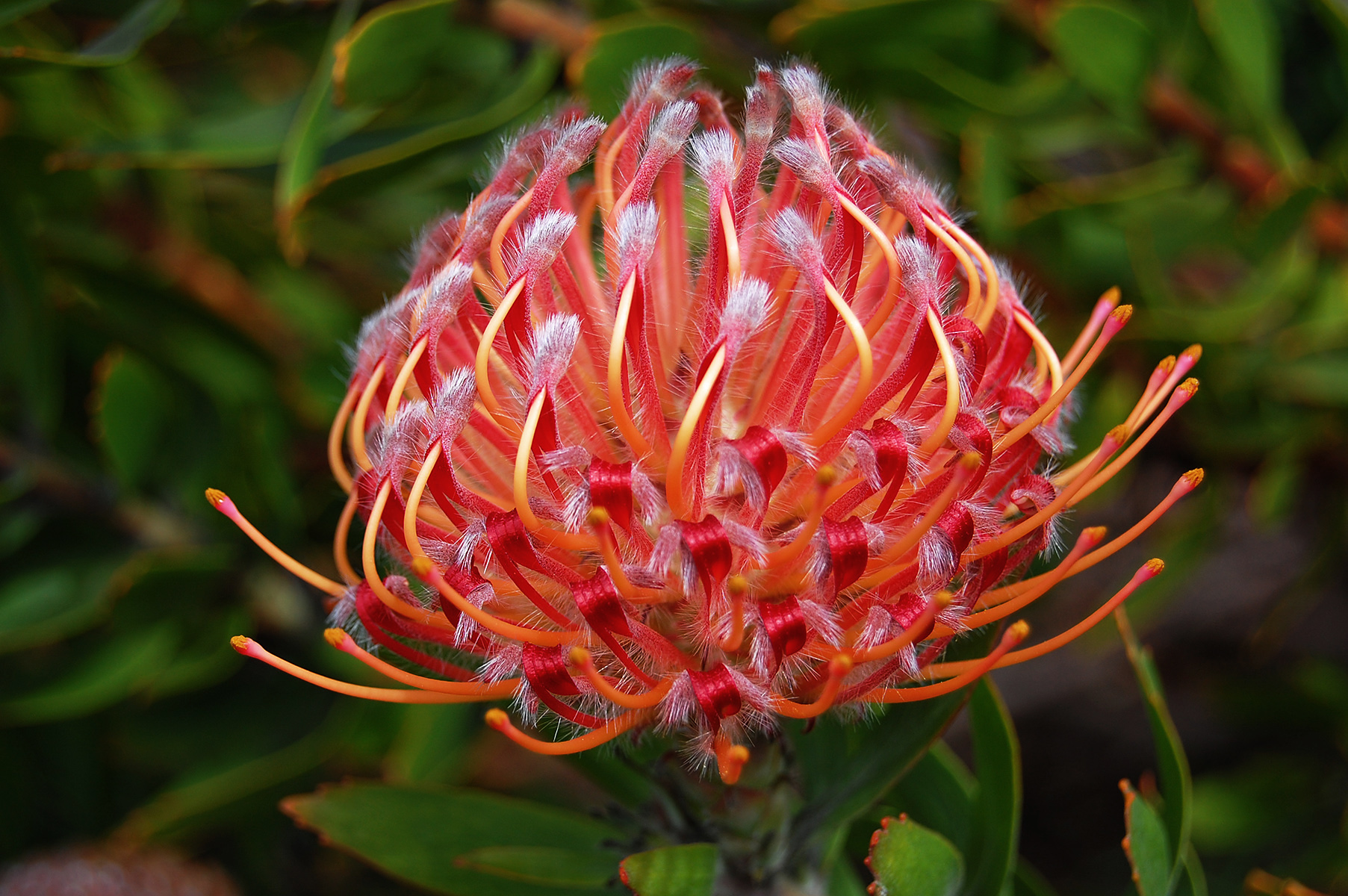
Leucospermum 'Scarlet Ribbon'
Un cruce realizado en Tasmania entre L. glabrum y L. tottum

Los cultivares que se producen asexualmente son genéticamente idénticos y se conocen como clones; esto incluye plantas propagadas por división, estratificación, esquejes, injertos y brotación. El material de propagación puede tomarse de una parte particular de la planta, como una rama lateral, o de una fase particular del ciclo de vida, como una hoja juvenil, o de un crecimiento aberrante como ocurre con la escoba de bruja. Las plantas cuyos caracteres distintivos se derivan de la presencia de un organismo intracelular también pueden formar un cultivar siempre que los caracteres se reproduzcan de forma fiable de generación en generación. Las plantas de la misma quimera (que tienen tejidos mutantes cercanos al tejido normal) o quimeras de injerto (que tienen tejido vegetativo de diferentes tipos de plantas y que se originan por injerto) también pueden constituir un cultivar.

### Producción por semillas
Algunos cultivares "se hacen realidad a partir de semillas", conservando sus características distintivas cuando se cultivan a partir de semillas. Tales plantas se denominan "variedad", "selección" o "cepa", pero estas son palabras ambiguas y confusas que es mejor evitar. En general, los cultivares propagados asexualmente que crecen a partir de semillas producen plántulas muy variables y no deben etiquetarse ni venderse con el nombre del cultivar original.
Los cultivares de semillas pueden producirse por polinización incontrolada cuando las características que son distintas, uniformes y estables se transmiten de padres a hijos. Algunos se producen como "líneas" que se producen por autofertilización repetida o endogamia o "multilíneas" que se componen de varias líneas estrechamente relacionadas. A veces son híbridos F1 que son el resultado de un cruce simple repetible deliberado entre dos líneas puras. También existen algunos cultivares de semillas híbridas F2, como Achillea 'Summer Berries'.
Algunos cultivares son plantas asexuales, que conservan su composición genética y características durante la reproducción. Ocasionalmente, los cultivares se cultivan a partir de semillas de una procedencia especialmente seleccionada; por ejemplo, la semilla se puede tomar de plantas que son resistentes a una enfermedad en particular.

### Genéticamente modificadas
Las plantas genéticamente modificadas con características resultantes de la implantación deliberada de material genético de un germoplasma diferente pueden formar un cultivar. Sin embargo, el Código Internacional de Nomenclatura para Plantas Cultivadas señala, "En la práctica, tal ensamblaje a menudo se comercializa a partir de una o más líneas o multilíneas que han sido modificadas genéticamente. Estas líneas o multilíneas a menudo permanecen en un estado constante de desarrollo. lo que hace que nombrar un conjunto como un cultivar sea un ejercicio inútil". Sin embargo, las variedades transgénicas retiradas como el fish tomato, que ya no se están desarrollando, no tropiezan con este obstáculo y se les puede dar un nombre de cultivar.
Los cultivares pueden seleccionarse debido a un cambio en el nivel de ploidia de una planta que puede producir características más deseables.

## Importancia económica
Se registran los nombres de los cultivares con fines comerciales. La creación y el uso de cultivares tiene efectos legales, por ejemplo el obtentor no puede tramitar una patente de un cultivar que tenga más de un año de registrado, ni se permite registrar el nombre de cultivar como marca (trademark), el nombre de la marca y el nombre de cultivar deben ser diferentes y no se puede registrar uno sin el otro.
Patentar un cultivar significa poseer el derecho exclusivo de su comercialización durante 20 o 25 años, ver Unión Internacional para la Protección de las Obtenciones Vegetales. Los organismos que otorgan patentes de plantas son también entidades de registro de nombres, por lo que al otorgar una patente a una variedad (Derecho) de planta nombrada por primera vez, también se le está otorgando un nombre de cultivar.[cita requerida]

## Citas
1. 1 2  Código Internacional de Plantas Cultivadas (Brickell et al. 2009[2]) "Art. 2.3. A cultivar is an assemblage of plants that (a) has been selected for a particular character or combination of characters, (b) is distinct, uniform, and stable in these characters, and (c) when propagated by appropriate means, retains those characters (but see Art. 9.1. Note 1). Art. 9.1. Note 1. No assemblage of plants can be regarded as a cultivar or Group until its category, name, and circumscription has been published. For a grex its name, category, and parentage must be published. For the generic name of an intergeneric graft chimaera its name and parentage must be published. "
2. ↑  Código Internacional de Plantas Cultivadas (Brickell et al. 2009[2]) (art. 2.4 del Código) según : AC Zeven. 1998. Landraces: A review of definitions and classifications. Euphytica 104: 127–139 http://www.semencespaysannes.org/bdf/docs/landracereview-euphytica1998.pdf
3. 1 2  Dos cultivares indistinguibles entre sí son considerados el mismo aunque se hayan desarrollado independientemente. Código Internacional de Plantas Cultivadas (Brickell et al. 2009[2]) "Art. 2.20. In considering whether two or more plants belong to the same or different cultivars, their origins are irrelevant. Cultivars that cannot be distinguished from others by any of the means currently adopted for cultivar determination in the group concerned are treated as one cultivar. Ex. 17. Some cultivars derived from branch sports of Pittosporum 'Garnettii' are indistinguishable and therefore belong to a single cultivar, even though these sports have occurred at different times in different locations. Pittosporum 'Margaret Trunbull', which originated in New Zealand, appears to be identical with P. 'John Flanagan' from Ireland. The International Cultivar Registration Authority for Pittosporum designated P. 'Margaret Turnbull' as the accepted name, with P 'John Flanagan' as a later synonym. Ex. 18. Dianthus 'William Sim' produces distinguishable mutants that by further mutation give rise to a range of variants, some of which are indistinguishable from D. 'William Sim'."
4. ↑  Código Internacional de Plantas Cultivadas (Brickell et al. 2009[2]) "Division IV. Art. 1. For the purposes of this Code, registration is the acceptance of a cultivar, Group, or grex name by an authority responsible for registering such names. 2. An International Cultivar Registration Authority is an organization appointed by the ISHS Commision for Nomenclature and Cultivar Registration to be charged with the registration of cultivar, Group, or grex names as provided for by this Code. The act of registration is completed by publication of such names which also ensures their establishment where necessary (see Appendix I for a list of International Cultivar Registration Authorities)".
5. ↑  Código Internacional de Plantas Cultivadas (Brickell et al. 2009[2]) "Art. 2.2. The English words "variety", "form", and "strain" or their equivalents in other languages must not be used for the word "cultivar" when fulfilling the Articles of this Code nor in translation of this Code. (...) Note 4. Notwithstanding Art. 2.2, in certain national and international legislation or other legal conventions the word "variety" or its equivalent in other languages is a statutory or otherwise legal term used to denominate a proven variant that is distinct, uniform, and stable and is exactly equivalent to the word "cultivar" as defined in this Code."